# Svenska mästerskapen i längdskidåkning 2001
Svenska mästerskapen i längdskidåkning 2001 arrangerades i Filipstad och Umeå.

## Medaljörer, resultat

### Herrar
| Gren                    | Guld                                                  | Guld                                                  | Silver | Silver | Brons | Brons |
| 15 km (F)               | Per Elofsson                                          | IFK Umeå                                              |        |        |       |       |
| 30 km (F)               | Mathias Fredriksson                                   | Häggenås SK                                           |        |        |       |       |
| 50 km (K)               | Mathias Fredriksson                                   | Häggenås SK                                           |        |        |       |       |
| Jaktstart (15 F + 10 K) | Per Elofsson                                          | IFK Umeå                                              |        |        |       |       |
| Sprint (K)              | Mathias Danielsson                                    | Årsunda IF                                            |        |        |       |       |
| Stafett 3 x 10 km (K)   | IFK Umeå (Anders Högberg, Jörgen Brink, Per Elofsson) | IFK Umeå (Anders Högberg, Jörgen Brink, Per Elofsson) |        |        |       |       |
| Lagtävling 15 km        | IFK Umeå                                              | IFK Umeå                                              |        |        |       |       |
| Lagtävling 30 km        | Häggenås SK                                           | Häggenås SK                                           |        |        |       |       |
| Lagtävling 50 km        | Häggenås SK                                           | Häggenås SK                                           |        |        |       |       |
| Lagtävling Jaktstart    | IFK Umeå                                              | IFK Umeå                                              |        |        |       |       |

### Damer
| Gren                   | Guld                                                     | Guld                                                     | Silver | Silver | Brons | Brons |
| 5 km (F)               | Jenny Olsson                                             | Åsarna IK                                                |        |        |       |       |
| 15 km (F)              | Jenny Olsson                                             | Åsarna IK                                                |        |        |       |       |
| 30 km (K)              | Antonina Ordina                                          | Brunflo IK                                               |        |        |       |       |
| Jaktstart (5 F + 10 K) | Lina Andersson                                           | Malmbergets AIF                                          |        |        |       |       |
| Sprint (K)             | Lina Andersson                                           | Malmbergets AIF                                          |        |        |       |       |
| Stafett 3 x 5 km (F)   | Åsarna IK (Anna Dahlberg, Jenny Olsson, Mariana Handler) | Åsarna IK (Anna Dahlberg, Jenny Olsson, Mariana Handler) |        |        |       |       |
| Lagtävling 5 km        | Åsarna IK                                                | Åsarna IK                                                |        |        |       |       |
| Lagtävling 15 km       | Åsarna IK                                                | Åsarna IK                                                |        |        |       |       |
| Lagtävling 30 km       | Åsarna IK                                                | Åsarna IK                                                |        |        |       |       |
| Lagtävling Jaktstart   | Åsarna IK                                                | Åsarna IK                                                |        |        |       |       |

### Webbkällor
- Svenska Skidförbundet
- Sweski.com